# Beag
W mitologii irlandzkiej, Beag była boginią z ludu Tuatha de Danaan. Była znana z posiadania magicznej studni strzeżonej przez jej trzy córki. Osobą, której udało się napić wody ze studni i zdobyć mądrość był Fionn mac Cumhail.